# Passiflora tholozanii
Passiflora tholozanii är en passionsblomsväxtart som beskrevs av Sacco. Passiflora tholozanii ingår i släktet passionsblommor, och familjen passionsblomsväxter. Inga underarter finns listade i Catalogue of Life.